# 菲利普·莱德尔
菲利普·莱德尔（1934年11月19日—2002年2月2日）是一位美国医生和遗传学家，哈佛大学教授，1981年获理查德·劳恩斯伯里奖。